# 開善寺 (北九州市)
開善寺（かいぜんじ）は、福岡県北九州市小倉南区湯川にある臨済宗妙心寺派の寺院である。山号は畳秀山。開基（創立者）は小笠原貞宗、開山（初代住職）は清拙正澄と伝えられる。

## 歴史
- 1335年（建武2年） - 小笠原貞宗が信濃に開創し、翌年清拙正澄が勧請開山したと伝えられている。
- 1632年（寛永9年） - 小笠原氏の小倉への転封に伴い小倉城下馬借町に同名の開善寺を開創する。
- 享保年間 - 住職の大宙が享保飢饉の供養のため宝筐印塔を建立する。
- 1744年（延享元年） - 住職の大宙が藩命により小倉藩領内の享保飢饉による過去帳を完成させる[1]。
- 1832年（天保3年） - 享保飢饉百回忌の供養が行われる[2]。
- 1866年（慶応2年）- 第二次長州戦争で肥前唐津藩主小笠原長行が本営を置いた。
- 1961年（昭和36年）- 小倉市馬借町（現在の小倉北区馬借1丁目）から現在の地所に移転する。

## 墓所
- 小笠原真方（小倉藩主）
- 犬甘兵庫（小倉藩家老）

## 文化財
- 絹本墨画布袋図（北九州市指定文化財）[3]